# Goudmijnen op het eiland Sado
De goudmijnen op het eiland Sado (Japans: 佐渡金山, Sado Kinzan) zijn oude en belangrijke goudmijnen op het Japanse eiland Sado-ga-shima, in de Japanse Zee, vijfendertig km voor de kust van het hoofdeiland Honshu, onderdeel van de prefectuur Niigata.
Geëxploiteerd sinds ten minste de 17e eeuw met een intensivering tijdens de industrialisatie van Japan tijdens de Meijiperiode (1868-1912), waren ze een tijdlang 's werelds belangrijkste goudmijnsite. Ze sloten op 31 maart 1989. 
In 1994 werden de mijnsites erkend als nationaal monument.

## Werelderfgoed
Japan had de mijnen al in 2010 kandidaat gesteld voor een erkenning als werelderfgoed. Dit leidde tot spanningen met Zuid-Korea, omdat meer dan 2000 gedeporteerde Koreaanse staatsburgers werden gedwongen om daar te werken tijdens de Tweede Wereldoorlog en Japan dit deel van de geschiedenis niet belicht. Zuid-Korea trok zijn bezwaar in op voorwaarde dat Japan de uitbuiting en discriminatie waarvan Koreaanse arbeiders het slachtoffer waren, niet zou verbergen. In 2024 werden drie goudmijnen, Nishimikawa, Aikawa en Tsurushi, erkend als UNESCO cultureel werelderfgoed tijdens de 46e sessie van de Commissie voor het Werelderfgoed en bijgeschreven op de werelderfgoedlijst. De erkenning is gebaseerd omdat de mijnen illustratief zijn voor verschillende niet-gemechaniseerde mijnbouwmethoden. Sado is van vulkanische oorsprong en heeft twee parallelle bergketens die zich uitstrekken van zuidwest naar noordoost en gescheiden worden door één alluviale vlakte, de Kuninaka-vlakte. Goud- en zilverafzettingen werden gevormd door het opstijgen van hydrothermaal water naar het landoppervlak en het vormen van aders in het gesteente. Tektonische activiteit dompelde eerst de oppervlakteafzettingen onder in de zeebodem, die later weer werd verhoogd door tektonische bewegingen. Afzettingen werden geëxploiteerd in het Nishimikawa-gebied, gelegen aan de noordwestkant van het Kosado-gebergte. Bovendien legde de verwering van het vulkanische gesteente ertsaders bloot, die ondergronds werden gedolven in het Aikawa-Tsurushi-gebied, aan de zuidkant van het Osado-gebergte. Meestal tastbare attributen die mijnbouwactiviteiten en sociale en arbeidsorganisatie weerspiegelen, zijn bewaard gebleven als archeologische elementen, zowel boven als onder de grond, en landschapselementen.
Boeddhistische monumenten in het Horyu-ji-gebied ·
Kasteel Himeji ·
Shirakami-Sanchi ·
Yakushima ·
Historische monumenten van oud-Kyoto (Kyoto, Uji en Otsu) ·
Historische dorpen van Shirakawa-go en Gokayama ·
Vredesmonument in Hiroshima (Genbaku Dome) ·
Itsukushima-schrijn ·
Historische monumenten van oud-Nara ·
Schrijnen en tempels van Nikko ·
Gusuku en plaatsen van het Koninkrijk Riukiu ·
Heilige plaatsen en pelgrimsroute in het Kii-gebergte ·
Shiretoko ·
Zilvermijn Iwami Ginzan en zijn cultuurlandschap ·
Hiraizumi - Tempels, tuinen en archeologische sites die het boeddhistische Pure Land vertegenwoordigen ·
Ogasawara-eilanden ·
Fujisan, heilige plaats en bron van artistieke inspiratie ·
Zijdefabriek van Tomioka en aanverwante sites ·
Sites van de industriële revolutie van Japan tijdens de Meijiperiode: ijzer en staal, scheepsbouw en kolenmijnbouw ·
Architecturaal werk van Le Corbusier (Nationaal Museum voor Westerse Kunst) · 
Heilige eiland Okinoshima en aanverwante sites in Munakata · 
Verborgen christelijke sites in de streek van Nagasaki ·
Groep van kofun van Mozu-Furuichi: grafheuvels van oud-Japan ·
Amami-Oshima, Tokunoshima, noordelijk deel van Okinawa en Iriomote ·
Prehistorische Jomon-sites in Noord-Japan ·
Goudmijnen op het eiland Sado